# Quedate con Georgina
Quedate con Georgina fue un programa de televisión de actualidad, espectáculo y variedades argentino, conducido por Georgina Barbarossa y emitido por Crónica Televisión. Su producción ejecutiva y comercial es una sociedad entre Mauro Fernández Penillas de la agencia Aphel y Diego Estevanez de LC Acción Producciones, junto a Crónica HD.

## Sinopsis
Georgina Barbarossa estará al frente del magazine, que acompañarán a Georgina son: Daniel Gretzschel (actualidad), Maria Ripetta (policiales), Ricardo Fioravanti (deportes), Claudia Médic (espectáculos) y el Dr. Donato Spaccavento.
Quédate con Georgina tuvo móviles en vivo, invitados, concursos y bandas musicales que cerrarán el programa.

## Equipo

### Conductora
- Georgina Barbarrosa (14 de mayo de 2018-9 de noviembre de 2018)

### Panelistas
- Daniel Gretzschel: Actualidad. (14 de mayo de 2018 - 9 de noviembre de 2018)
- María Ripetta: Policiales.  (14 de mayo de 2018 - 9 de noviembre de 2018).
- Ricardo Fioravanti: Deportes. (14 de mayo de 2018 - 9 de noviembre de 2018).
- Claudia Médic: Espectáculos. (14 de mayo de 2018 - 9 de noviembre de 2018).
- Dr. Donato Spaccavento: Salud. (14 de mayo de 2018 - 9 de noviembre de 2018).

- Datos: Q54823882